# Nevojice (przystanek kolejowy)
Nevojice – przystanek kolejowy w Nevojicach, w kraju południowomorawskim, w Czechach. Znajduje się na wysokości 230 m n.p.m..
Jest zarządzany przez Správę železnic. Na przystanku nie ma możliwości zakupu biletów, a obsługa podróżnych odbywa się w pociągu. 

## Linie kolejowe
- 340 Brno – Trenčianska Teplá